# Song Sung Blue

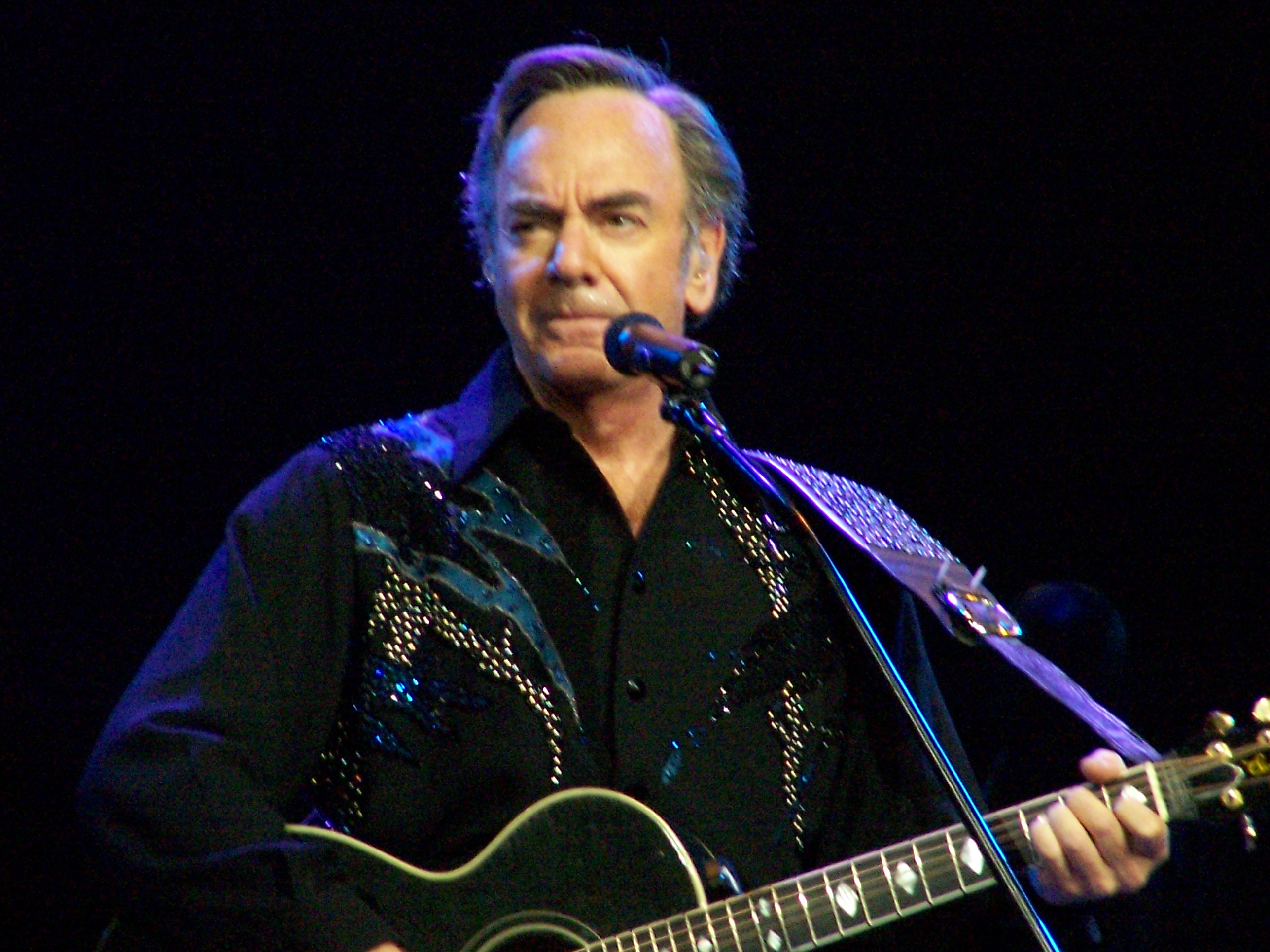
Neil Diamond, 2007

Song Sung Blue ist ein von Neil Diamond geschriebenes Lied, das 1972 auf dem Album Moods veröffentlicht wurde. Es erschien später auf vielen Live- und Kompilationsalben.

## Hintergrund
Diamond beschrieb Song Sung Blue in den Liner Notes zu seinem 1996er Kompilationsalbum In My Lifetime als „eine sehr einfache Botschaft, ungeschminkt. Ich habe nicht einmal eine Bridge dazu geschrieben. Ich hätte nie erwartet, dass irgendjemand so auf Song Sung Blue reagiert, wie sie es getan haben. Ich mag es einfach, die Botschaft und die Art und Weise, wie ein paar Worte so viel aussagen.“ Der Song wurde zu einem von Diamonds Standards und wurde von ihm oft bei Konzerten gespielt.
Laut Aussagen von Neil Diamond bei Konzerten ist er zu diesem Titel durch das Andante aus dem 21. Klavierkonzert von W. A. Mozart inspiriert worden.
Der Songtitel wurde 2008 zum Filmtitel eines Dokumentarfilms über einen Neil-Diamond-Imitator.

## Rezeption

### Preise
- 1973: Nominierung für die Grammy Awards: „Record of the Year“ und „Song of the Year“[1]

### Rezensionen
Cashbox sagte dazu: „Der Song gibt der Phrase ‚Everybody, sing!‘ eine neue Bedeutung.“

### Charts und Chartplatzierungen
Der Song war eine Woche lang auf Platz eins der Billboard Hot 100 in den Vereinigten Staaten und hielt sich 13 Wochen lang in den Top 100. Im Vereinigten Königreich erreichte er Platz 14 der Singlecharts.
Song Sung Blue war nach Cracklin’ Rosie von 1970 Diamonds zweiter Nummer-eins-Hit in den USA und sein letzter Solo-Nummer-eins-Song, nur 1978 hatte er mit You Don’t Bring Me Flowers ein Nummer-eins-Duett mit Barbra Streisand. Song Sung Blue war auch sieben Wochen lang auf Rang eins der Adult-Contemporary-Charts.
| ChartsChartplatzierungen       | Höchstplatzierung | Wochen |
| ------------------------------ | ----------------- | ------ |
| Deutschland (GfK)              | 6 (22 Wo.)        | 22     |
| Schweiz (IFPI)                 | 1 (15 Wo.)        | 15     |
| Vereinigtes Königreich (OCC)   | 14 (13 Wo.)       | 13     |
| Vereinigte Staaten (Billboard) | 1 (13 Wo.)        | 13     |

### Auszeichnungen für Musikverkäufe
| Land/Region               | Auszeichnungen für Musikverkäufe (Land/Region, Auszeichnung, Verkäufe) | Verkäufe  |
| ------------------------- | ---------------------------------------------------------------------- | --------- |
| Vereinigte Staaten (RIAA) | Gold                                                                   | 1.000.000 |
| Insgesamt                 | 1× Gold ·                                                              | 1.000.000 |

Hauptartikel: Neil Diamond/Auszeichnungen für Musikverkäufe